# Träpriset Award
Le Träpriset Award (prix du bois en suédois) est un important prix d'architecture contemporain suédois remis au concours d'architecture de maison en bois organisé tous les quatre ans depuis 1967 par la Fédération des Industries Forestières Suédoise en Suède en Scandinavie.

## Historique
Un jury d'une cinquantaine d'architectes / membres de la fédération des industries forestières suédoise de Stockholm, récompense le gagnant parmi onze finalistes, du concours des meilleures constructions contemporaines suédoises en bois, parmi environ 250 candidats. Les participants ont en commun le respect de la forêt et de la nature vis-à-vis de l'emplacement dans le paysage et de la construction de leur réalisation architecturale. 
Les constructions sont divisées en trois catégories : 
- Villas et maisons de vacances
- Immeubles d'habitation et les zones d'habitation collectives
- Locaux et équipements : salles, écoles, restaurants, musées, ponts, murs anti-bruit, abris, bureaux, entrepôts ...

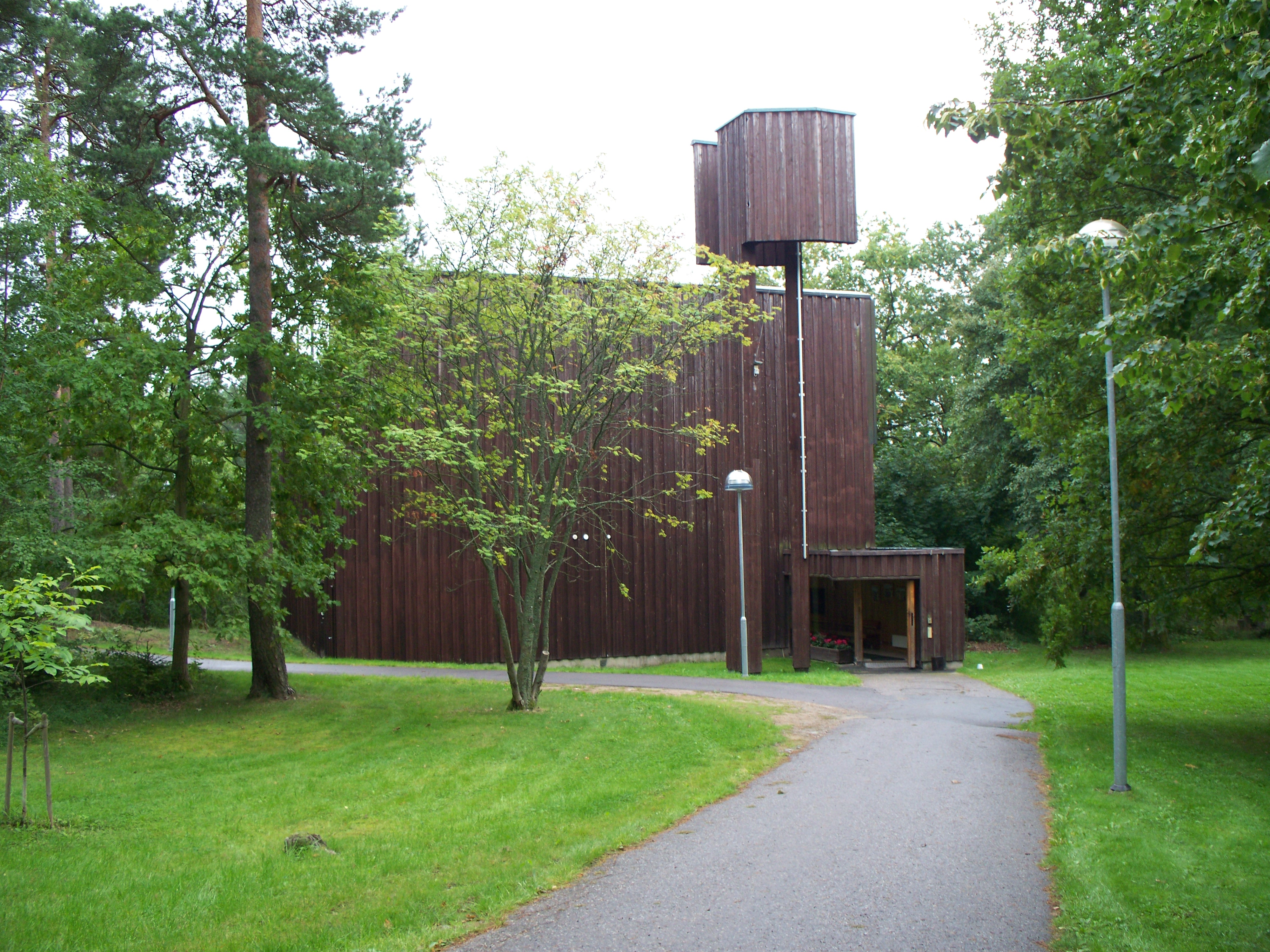
Chapelle et séminaire de théologie de Lidingö, Carl Nyrén, 1967
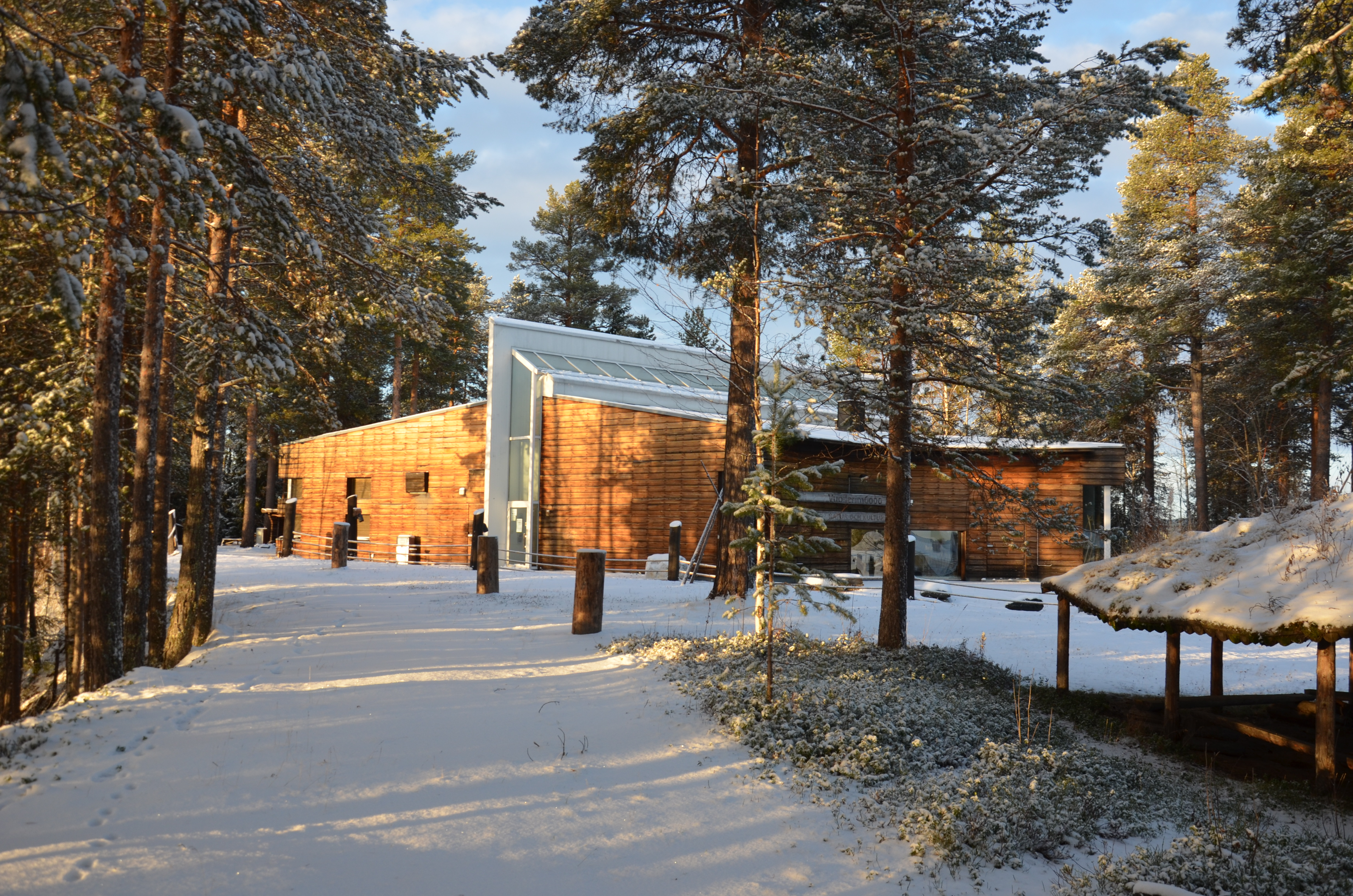
Vuollerim 6000, Per Persson et Mats Winsa, 1992
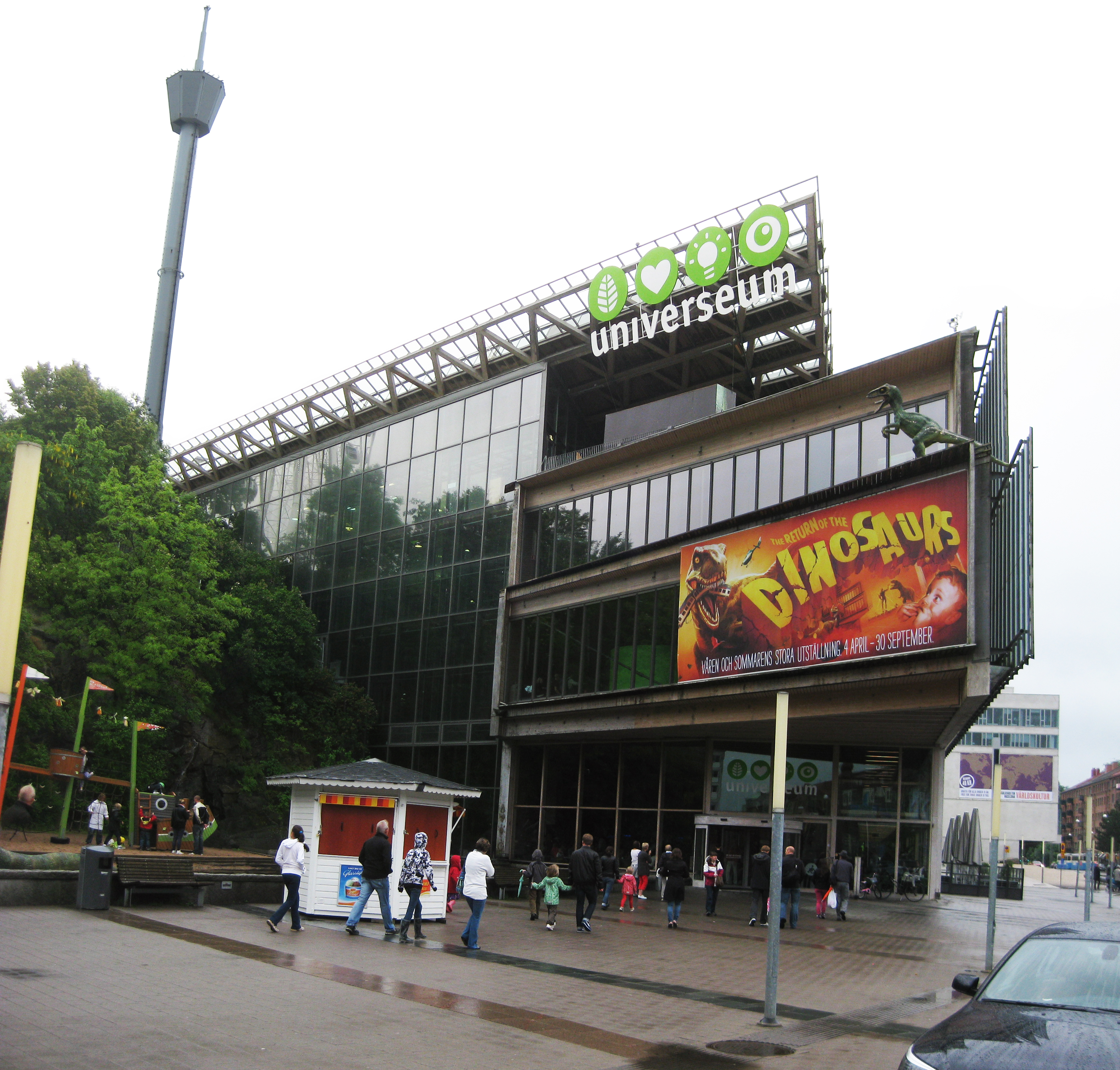
Universeum de Göteborg, cabinet d'architecte Wingårdh, 2004

Le gagnant reçoit un trophée en forme de statuette de cheval d'or et 100 000 couronnes suédoises (environ 10700 €). Le prix est remis par le roi Charles XVI Gustave de Suède lors de l'ouverture de la « semaine des forêts » (Skogsnäringsveckan) en avril. Les lauréats sélectionnés et leurs réalisations sont présentés dans l'ouvrage Arkitektur i TRA (Architecture en bois) richement illustré par le photographe suédois Åke E:son Lindman.

## Lauréats
- 2012 : Skogssaunan Tomtebo de Norrlandet, par le cabinet d’architecte Fabric Architecture Ltd  1
- 2008 : East Mill forêt de Sollentuna, par le cabinet d'architecte Brunnberg & Forshed
- 2004 : Universeum de Göteborg, par le cabinet d'architecte Wingårdh
- 2000 : Une maison de vacances dans le parc national de Mu Ko Ang Thong, par Natasha Racki et Hakan Widjedal
- 1996 : Zorn Textilkammare, par Anders Landström
- 1992 : Vuollerim 6000, par les architectes Per Persson et Mats Winsa
- 1988 : Villa Olby, par l'architecte Torsten Askergren
- 1976 : Kurt Tenning, M.Sc.
- 1972 : Une villa de Borlänge, par l'architecte Jan Gezelius
- 1970 : L'architecte Carl-Ivar Ringmar
- 1967 : Chapelle et séminaire de théologie de Lidingö, par l'architecte Carl Nyrén